# Gennifer Hutchison
Gennifer Hutchison (née en 1977) est une scénariste américaine de télévision et de cinéma. Elle est surtout connue pour son travail sur la série télévisée Breaking Bad . Elle a remporté deux Writers Guild of America Awards pour son travail sur la série au sein de l'équipe de rédaction en 2012  et 2013. Elle a également été scénariste et productrice exécutive sur Better Call Saul  et a participé à la production de The Lone Gunmen, The X-Files, Star Trek: Enterprise, Grey's Anatomy et Mad Men.

## Carrière
Gennifer Hutchison fait ses débuts en participant à l’écriture des scénarios X-Files, avant de devenir assistante du producteur et scénariste Vince Gilligan pendant les dernières saisons de la série. Par la suite, elle travaille sur un certain nombre de pilotes et d'émissions de courte durée en tant qu'assistante de scénaristes et assistante de production. C'est ainsi qu'elle devient assistante du showrunner Matthew Weiner pour la première saison de Mad Men.
En 2008, Gennifer Hutchison contacte Gilligan, après avoir vu l’épisode pilote de la nouvelle série Breaking Bad produite par AMC. Ce dernier lui offre un poste d'assistante. Durant la deuxième saison, Gennifer Hutchison qui a fait part de son ambition d'écrire pour la série est chargée de l'écriture des contenus additionnels, en particulier le blog et les mini-épisodes publiés en ligne. Impressionné par son travail, Gilligan lui propose d'écrire un scénario indépendant au cours de la troisième saison, avant de la recruter comme scénariste. Elle conserve ce poste jusqu'à la fin de la série, accédant même au poste de rédactrice en chef pour la cinquième saison.
En 2014, après la fin de Breaking Bad, elle devient productrice sur le drame d'horreur de FX The Strain, et écrit deux épisodes de la première saison.
En 2015, elle rejoint Gilligan et son Peter Gould sur la préquelle de Breaking Bad, Better Call Saul en tant que productrice et responsable de la supervision. Gennifer Hutchison écrit deux épisodes par saison, devenant co-productrice exécutive dans la saison deux et productrice exécutive dans la saison trois. Elle est nommée aux Emmy Awards dans la catégorie Série dramatique exceptionnelle pour plusieurs saisons de la série.
En 2015, Gennifer Hutchison adapte en le roman Red Queen de Victoria Aveyard pour Universal au cinéma.
En juin 2016, elle signe un accord global avec Sony Pictures TV, le studio derrière Breaking Bad et Better Call Saul.
En décembre 2017, Gennifer Hutchison adapte le podcast Welcome to Night Vale pour la télévision. La série est développée chez FX, dans le cadre de son accord global avec Sony Pictures TV.
En 2022, Gennifer Hutchison devient scénariste et productrice exécutive pour la série Amazon Prime Les anneaux de pouvoir,.

## Distinctions

### Nominations
- 2010 : Writers Guild of America Award du Meilleur épisode de série dramatique pour Breaking Bad
- 2012 : Writers Guild of America Award du Meilleur épisode de série dramatique pour Breaking Bad
- 2015 : Primetime Emmy Award de la série dramatique exceptionnelle pour Better Call Saul
- 2015 : Writers Guild of America Award de la meilleure série dramatique pour Better Call Saul
- 2015 : Producers Guild of Ameriac Award du meilleur épisode de série dramatique pour  Better Call Saul
- 2016 : Primetime Emmy Award de la série dramatique exceptionnelle pour Better Call Saul
- 2016 : Writers Guild of America Award de la meilleure série dramatique pour Better Call Saul
- 2016 : Producers Guild of Ameriac Award du meilleur épisode de série dramatique pour  Better Call Saul
- 2017 : Primetime Emmy Award de la série dramatique exceptionnelle pour Better Call Saul
- 2018 : Writers Guild of America Award de la meilleure série dramatique pour Better Call Saul

### Récompenses
- 2013 : Writers Guild of America Award du Meilleur épisode de série dramatique pour Breaking Bad